# André Teixeira da Silva
För andra betydelser, se André da Silva.
André Filipe Teixeira da Silva, född 28 april 2000 i Gondomar i distriktet Porto, död 3 juli 2025 nära Cernadilla i distriktet Zamora i Spanien, var en portugisisk fotbollsspelare som 2023–2025 spelade för klubben Penafiel i portugisiska andra divisionen.
Silva spelade inledningsvis för FC Porto. Han representerade senare klubbar som Famalicao U23, Boavista U23, Gondomar och Penafiel. Han spelade för Gondomar SC 2008 innan han flyttades till FC Portos ungdomsakademi.
Den 3 juli 2025 omkom André Silva och hans bror Diogo Jota i en bilolycka i Spanien. Olyckan inträffade på A-52-vägen nära Cernadilla i provinsen Zamora, där deras Lamborghini körde av vägen efter en däckexplosion och fattade eld.